# Paulo Roberto Costa
Paulo Roberto Costa ComMD (Telêmaco Borba, 1 de janeiro de 1954 – Rio de Janeiro, 13 de agosto de 2022) foi um engenheiro brasileiro e ex-diretor de Abastecimento da Petrobras, entre 2004 e 2012. Ficou conhecido por seu envolvimento no esquema de corrupção na estatal investigado pela Operação Lava Jato.

## Biografia
Paulo Roberto Costa nasceu no distrito de Cidade Nova, atual município de Telêmaco Borba, que emancipou do município de Tibagi, no Paraná. É filho de Paulo Bachmann Costa e de Evolina Pereira da Silva. Em 1976 formou-se em Engenharia mecânica pela Universidade Federal do Paraná e realizou pós-graduação em engenharia de instalações no mar. É casado com Marici da Silva Azevedo, com quem tem duas filhas. É pai de Shanni Azevedo Costa Bachmann, casada com Márcio Lewkowicz, e pai de Ariana Azevedo Costa Bachmann, que foi casada com Humberto Sampaio de Mesquita, falecido em janeiro de 2017.
Foi funcionário de carreira da Petrobras, ingressando em 1º de fevereiro de 1977 por meio de concurso público. Começou a assumir cargos de direção a partir de 1995, ainda no primeiro governo de Fernando Henrique Cardoso, tendo sido diretor da Gaspetro de 1997 a 2000. Em 2004, por indicação do deputado federal José Janene, do PP, foi nomeado ao cargo de diretor de Abastecimento pelo presidente Luiz Inácio Lula da Silva. No ano seguinte, foi condecorado pelo presidente com o grau de Comendador suplementar da Ordem do Mérito da Defesa.
Em novembro de 2016 fechou acordo de cooperação com o FBI (polícia federal americana) e o Departamento de Justiça dos Estados Unidos, comprometendo-se a cooperar com as investigações no âmbito da Promotoria de Justiça americana com fornecimento de documentos e outros materiais. Ele também deverá comparecer a depoimentos e entrevistas sempre que for convocado.

### Acusação de corrupção
Segundo a sua própria delação, usou o cargo para consolidar um esquema de corrupção que juntou altos funcionários da estatal, grandes empreiteiros, membros do Senado e da Câmara, ministros de estado, governadores, dirigentes de partidos aliados do Planalto e doleiros especializados em lavagem de dinheiro.
Em março de 2014, foi preso pela Polícia Federal (PF) na Operação Lava Jato, tendo sido apontado pela PF como integrante de um esquema que movimentou de forma suspeita cerca de 10 bilhões de reais.

#### Acordo de colaboração
Em 5 de setembro de 2014, delatou à PF políticos que teriam recebido como propina parte do dinheiro de contratos da estatal com outras empresas. Além de parlamentares (deputados federais e senadores), Costa também teria mencionado governadores nos depoimentos. Entre os nomes divulgados estão o na época presidente da Câmara Henrique Eduardo Alves (PMDB-RN), o presidente do Senado, Renan Calheiros (PMDB-AL), e o ministro de Minas e Energia, Edison Lobão (PMDB-MA). Do Senado, foi apontada a participação do presidente nacional do PP, Ciro Nogueira (PI), e de Romero Jucá (PMDB-RR). Entre os deputados delatados por Costa estão Cândido Vaccarezza (PT-SP) e João Pizzolatti (PP-SC). Em janeiro de 2015, revelou-se que em um quarto de hotel de luxo em Ipanema, no Rio, o ex-diretor de Abastecimento da Petrobras recebeu uma caixa de garrafas de cachaça recheada com R$ 200 mil em dinheiro vivo.
Em fevereiro de 2017, o Ministério Público Federal pediu ao juiz Sergio Moro a suspensão dos benefícios de delação premiada de Paulo Roberto Costa, e sua condenação à prisão. Os procuradores querem que Costa responda com base na lei de organizações criminosas. Os procuradores alegam que Costa mentiu em sua colaboração, o que pela lei seria suficiente para quebrar o acordo firmado com a Justiça Federal.

### CPI da Petrobras
Em 25 de agosto de 2015, Paulo Roberto Costa voltou a afirmar que autorizou o repasse de 2 milhões de reais para a campanha da então candidata à Presidência da República Dilma Rousseff em 2010. De acordo com Costa, o dinheiro foi pedido pelo ex-ministro chefe da Casa Civil, Antonio Palocci. A afirmação foi feita durante a acareação entre Costa e o doleiro Alberto Youssef realizada pela CPI da Petrobras na Câmara dos Deputados.

### Condenação
Paulo Roberto Costa e o doleiro Alberto Youssef foram condenados juntamente com os executivos afastados da Camargo Corrêa pelo esquema de corrupção na Petrobras nas obras REPAR, RNEST (Refinaria Abreu e Lima) e Comperj. O ex-diretor da Petrobras foi condenado a 12 anos de prisão, no entanto, vai cumpri-los em prisão domiciliar com tornozeleira eletrônica, pela contribuição com a Justiça nos termos da delação premiada. Em outubro de 2016, passou para o regime semiaberto.

### Leilão de bens
Em 13 de outubro de 2016, Paulo Roberto teve sua lancha "Costa Azul" leiloada por 1,4 milhão de reais. O pagamento será incorporado aos cofres públicos como parte da restituição dos danos causados pelo ex-diretor à Petrobras.

## Morte
Paulo Roberto morreu em 13 de agosto de 2022, aos 68 anos, vítima de um câncer no pâncreas.